# Божковиці
Божковиці (пол. Bożkowice) — село в Польщі, у гміні Ольшина Любанського повіту Нижньосілезького воєводства.
Населення — 168 осіб (2011).
У 1975-1998 роках село належало до Єленьоґурського воєводства.

## Демографія
Демографічна структура станом на 31 березня 2011 року:
|          | Загалом | Допрацездатний вік | Працездатний вік | Постпрацездатний вік |
| -------- | ------- | ------------------ | ---------------- | -------------------- |
| Чоловіки | 86      | 16                 | 65               | 5                    |
| Жінки    | 82      | 12                 | 51               | 19                   |
| Разом    | 168     | 28                 | 116              | 24                   |